# CHAOS (serie de televisión)
Chaos (estilizado como CHAOS) es una serie de televisión estadounidense por CBS. Se estrenó el 1 de abril de 2011, como reemplazo para The Defenders.

## Premisa
Amenazas a la seguridad nacional son investigadas por un grupo de renegados espías de la CIA en la división del Departamento de Administración y Servicios de Supervisión Clandestino (CAOS), también tratan de mantener sus trabajos de ser eliminados debido a recortes presupuestarios. El nuevo agente Rick Martínez (Freddy Rodríguez) se une al equipo del director H.J. Higgins (Kurtwood Smith). Sin embargo, Martínez es rápidamente encontrado por el equipo de ODS, quiénes lo "convierten" para su uso.

## Elenco
- Freddy Rodríguez como Rick Martínez.
- Christina Cole como Adele Ferrer.
- Carmen Ejogo como Fay Carson.
- James Murray como Billy Collins.
- Tim Blake Nelson como Casey Malick.
- Eric Close como Michael Dorset.
- Kurtwood Smith como H. J. Higgins

## Desarrollo y producción
En enero de 2010, CBS ordenó la producción de un piloto escrito por Tom Spezialy. Los anuncios para el casting comenzaron a mediados de febrero, con Freddy Rodríguez como el primer actor en ser elegido. Luego, vino James Murray y Tim Blake Nelson. Eric Close se unió al elenco a principios de marzo, seguido por Carmen Ejogo. Finalmente, Stephen Rea completó el elenco principal en mediados de marzo. El piloto fue filmado en Los Ángeles.
A finales de julio, CBS anunció que había ordenado 13 episodios de la serie. Kurtwood Smith se unió al elenco en noviembre de 2010, reemplazando a Rea en el papel del Director H.J. Higgins.

## Episodios
Por razones desconocidas CBS emitió los episodios fuera de orden cronológico. Los códigos de producción en la mesa episodio revelan el orden previsto originalmente.
N.º	Título	Dirigido por	Escrito por	fecha de emisión original	producción
de código	Los televidentes de Estados Unidos
(millones)
- 1.	"Piloto"	Brett Ratner	Tom Spezialy	1 de abril de, 2011	1ASM79	6.53

Novato Rick Martínez (Freddy Rodríguez) se asoció con tres agentes rebeldes que aprenden rápidamente que es un topo a cortar sus puestos de trabajo. Pero cuando una crisis de rehenes en Sudán se materializa, Rick se une al equipo para ayudar en el rescate.
- 2.	"Canción del Norte"	Ron Underwood	Jace Richdale	8 de abril de, 2011	1ASM03	5.73

Cuando un diplomático norcoreano avergüenza a sí mismo frente a la ONU, Rick está de acuerdo en tener la CIA orquestar su deserción. Pero cuando se exige que también el contrabando de su familia fuera del país comunista, los agentes se hacen pasar por los participantes CAOS anticapitalismo en el Festival de Cine de Pionyang a cumplir la misión.
- 3.	"Love and Rockets"	Ron Underwood	Matt Ward y David Gerken	15 de abril de, 2011	1ASM06	5.68

Los agentes CAOS se hacen pasar por abogados para infiltrarse compuesto rusa de un distribuidor internacional de armas y lo capturan, pero cuando sus hijas se hacen amigos Rick y Billy, el equipo debe evitar las distracciones.
- 4.	"Dos porciento"	Jeff Melman	Chris Dingess	28 de mayo de 2011	1ASM08	3.56

Casey fuera de su juego cuando el equipo se dirige a China para extraer una mujer espía comprometida que sólo pasa a ser su exnovia. El equipo decide terminar su tarea y continuar por la pista de un terrorista.
- 5.	"Topo"	Bryan Spicer	Tom Spezialy y Bruce Zimmerman	28 de mayo de 2011	1ASM04	3.88

Las oficinas de la CIA van en bloqueo cuando el director sospecha que un topo, poniendo un agente extranjero en peligro. Los agentes deben encontrar la manera de obtener el operativo el apoyo necesario para una operación de cartel de la droga ya en juego.
- 6.	"Comido por los lobos"	Bryan Spicer	Katie Ford	4 de junio de, 2011	1ASM02	3.12

Los agentes se dirigen a Rusia hace pasar por turistas en busca de novias, pero realmente están tratando de encontrar un científico de la venta de materiales nucleares. Cuando Martínez se enreda con una de las mujeres (Winter Ave Zoli), su nota de tapa comienza a desmoronarse.
- 7.	"Control remoto"	Fred Gerber	Katie Ford y Vivian Lee	11 de junio de, 2011	1ASM05	3.23

El equipo de CAOS, en París, para capturar a un terrorista, es descubierto por la inteligencia francesa y obligado a cerrar su operación. Ahora, el equipo debe encontrar una manera de continuar la misión sin crear un incidente internacional.
- 8.	"Core Fortaleza"	David Straiton	tom Spezialy	18 de junio de, 2011	1ASM01	3.86

Cuando el nuevo equipo de Rick va en contra de la orden de detener a un traficante de armas, Rick debe decidir si puede confiar en ellos o si se debe informar de sus actividades no autorizadas al director de la CIA.
- 9.	"Sophia Defender"	Fred Gerber	Chris Negro y Bruce Zimmerman	25 de junio de, 2011	1ASM07	3.24

El SDO va en encubiertos como observadores electorales en Rukovia para ayudar a asegurar la elección legítima de un político reformista que está siendo perseguido por una era en general de la Guerra Fría, que es el actual presidente.
- 10.	"Dias de gloria"	Sarah Pia Anderson	Michele Fazekas y Tara Butters	25 de junio de, 2011	1ASM09	3.24

Un exmiembro de las SAO destapa una empresa privada de comercio secretos nacionales a los terroristas internacionales, los delincuentes y las potencias rivales y contactos de las SAO en busca de ayuda. La conexión y la fuente de odio por el director tiene el ODS se revelaron.
- 11.	"Deep Cover Band"	oz Scott	Dan E. Fesman	2 de julio de, 2011	1ASM10	2.49

El ODS se infiltra en Alemania como traficantes de drogas en la posmoderna Industrial-punk-escena del rock para extraer un agente de la CIA que está en la cubierta de profundidad con un anillo farmacéutica alemana. Las complicaciones surgen cuando el operativo finge su muerte para tratar de escapar con su amante.
- 12.	"Carne picada"	Ron Underwood	Ed Zuckerman	9 de julio de, 2011	1ASM11	2.85

El trabajo de SAO para asegurar que una línea dura morir Oriente Medio Presidente elige a su hijo reformista y occidentalizada para sucederle en lugar de su hermano brutal. El ODS utilizan un viejo truco del juego de inteligencia Segunda Guerra Mundial para resolver su problema, pero las cosas van mal cuando Operativo en blanco se tratara.
- 13.	"Prueba de vida"	Jerry Levine	Chris Negro & Ed Zimmerman	16 de julio de, 2011	1ASM12	3.04

Un exmiembro de las SAO se descubre en Panamá después de que Martínez concluye su primera misión en solitario. El ODS un llamado a la oficina de la falsificación para ayudarles en una operación que hace que el enemigo del Servicio Secreto de Estados Unidos y el Departamento del Tesoro.

## Recepción

### Críticas
Metacritic le dio un puntaje de 50, con varias reseñas.

### Índices de audiencia
La serie se estrenó con 6.53 millones de espectadores y un índice de audiencia de 1.1.

### Hiato
CBS la eliminó el 18 de abril de 2011, después de transmitirse tres episodios de una lista de 13, y la colocó en un hiato. La serie se resumió con el episodio 4 y el episodio 5 el 28 de mayo.

### Premios
Freddy Rodríguez ganó un Premio Imagen en la categoría "Mejor Actor/Televisión" por su papel como Rick Martínez el 12 de agosto de 2011.